# Campionat de Catalunya de voleibol masculí de 1962
El Campionat de Catalunya de voleibol masculí de 1962 fou la dotzena edició del Campionat de Catalunya. Se celebrà des del 21 de gener fins al 25 de febrer de 1962 i fou organitzat per la Federació Catalana de Voleibol. Hi participaren quatre clubs, el CE Hispano Francès i el seu equip filial, l'Hispano Júnior, el CD Hernán i l'ACE Bombers.
La competició se celebrà durant els caps de setmana de la temporada 1961-1962 i es disputà en format de lliga regular a doble volta, un partit com a local i l'altre com a visitant, amb un total de sis jornades. La classificació final s'establí d'acord amb els punts totals obtinguts per cada participant en finalitzar el campionat. Els equips obtingueren dos punts per cada victòria, un punt per cada empat i cap punt per cada derrota.
Es proclamà campió l'Agrupació Cultural i Esportiva Bombers, que acabà imbatut i aconseguí el seu novè campionat. El Club Deportiu Hernán finalitzà subcampió.

## Taula de resultats
| Casa \ Fora     | BOM | HER | HIS | JUN |
| --------------- | --- | --- | --- | --- |
| ACE Bombers     | —   | 3–1 | 3–0 | 3–0 |
| CD Hernán       | 2–3 | —   | 3–2 | 3–2 |
| Hispano Francès | 2–3 | 3–2 | —   | 3–0 |
| Hispano Junior  | 0–3 | 0–3 | 1–3 | —   |

## Classificació final
| Pos | Equip           | PJ | PG | PE | PP | PF | PC | DP  | Pts |
| --- | --------------- | -- | -- | -- | -- | -- | -- | --- | --- |
| 1   | ACE Bombers     | 6  | 6  | 0  | 0  | 18 | 5  | +13 | 12  |
| 2   | CD Hernán       | 6  | 3  | 3  | 0  | 14 | 13 | +1  | 9   |
| 3   | Hispano Francès | 6  | 3  | 2  | 1  | 13 | 12 | +1  | 8   |
| 4   | Hispano Junior  | 6  | 0  | 5  | 1  | 3  | 18 | −15 | 5   |

| Campió de Catalunya de voleibol 1961-62 |
| --------------------------------------- |
| ACE Bombers Novè títol                  |